# ISO 3166-2:RS
ISO 3166-2:RS è uno standard ISO che definisce i codici geografici delle suddivisioni della Serbia; è un sottogruppo dello standard ISO 3166-2.
I codici comprendono due livelli di suddivisioni: le due province autonome (il cui codice è formato da RS-, la sigla ISO 3166-1 alpha-2 dello Stato, seguito da due lettere) e i distretti (il cui codice è formato da RS- più due cifre). È da notare che una delle due province autonome è il Kosovo, che dal 2008 è de facto indipendente; anche alcuni distretti (quelli con codice da 25 a 29) fanno parte del Kosovo.
Il sottogruppo è stato creato nel 2007 dopo la separazione della Serbia e Montenegro, i cui codici erano raggruppati nell'ISO 3166-2:CS.

## Codici

### Province autonome
| Codice | Provincia |
| ------ | --------- |
| RS-KM  | Kosovo    |
| RS-VO  | Voivodina |

### Distretti
| Codice | Distretto             | Provincia autonoma |
| ------ | --------------------- | ------------------ |
| RS-06  | Bačka Meridionale     | Voivodina          |
| RS-05  | Bačka Occidentale     | Voivodina          |
| RS-01  | Bačka Settentrionale  | Voivodina          |
| RS-02  | Banato Centrale       | Voivodina          |
| RS-04  | Banato Meridionale    | Voivodina          |
| RS-03  | Banato Settentrionale | Voivodina          |
| RS-00  | Belgrado              | nessuna            |
| RS-14  | Bor                   | nessuna            |
| RS-11  | Braničevo             | nessuna            |
| RS-23  | Jablanica             | nessuna            |
| RS-09  | Kolubara              | nessuna            |
| RS-25  | Kosovo                | Kosovo             |
| RS-28  | Kosovska Mitrovica    | Kosovo             |
| RS-29  | Kosovo-Pomoravlje     | Kosovo             |
| RS-08  | Mačva                 | nessuna            |
| RS-17  | Moravica              | nessuna            |
| RS-20  | Nišava                | nessuna            |
| RS-24  | Pčinja                | nessuna            |
| RS-26  | Peć                   | Kosovo             |
| RS-22  | Pirot                 | nessuna            |
| RS-10  | Podunavlje            | nessuna            |
| RS-13  | Pomoravlje            | nessuna            |
| RS-27  | Prizren               | Kosovo             |
| RS-19  | Rasina                | nessuna            |
| RS-18  | Raška                 | nessuna            |
| RS-07  | Sirmia                | Voivodina          |
| RS-12  | Šumadija              | nessuna            |
| RS-21  | Toplica               | nessuna            |
| RS-15  | Zaječar               | nessuna            |
| RS-16  | Zlatibor              | nessuna            |